# Echeveria difractens
Echeveria difractens là một loài thực vật có hoa trong họ Crassulaceae. Loài này được Kimnach & A.B.Lau miêu tả khoa học đầu tiên năm 1981.